# Lingua in pericolo
Una lingua in pericolo (o lingua minacciata di estinzione) è una lingua di cui sopravvivono così pochi locutori che essa corre il rischio di non essere più utilizzata nel giro di una generazione. Ad esempio, molte lingue native americane negli Stati Uniti si sono estinte a causa di politiche nel XIX secolo e nel primo XX secolo che ne scoraggiavano o ne vietavano l'uso. Lo stesso è accaduto anche nel XX secolo in Unione Sovietica, per lo più riguardo a lingue di popolazioni nomadi. Una lingua morta (o lingua estinta) è una lingua che non ha locutori nativi.

## Identificare le lingue in pericolo
Anche se non esiste una soglia definita per identificare una lingua a rischio di estinzione, tre criteri principali sono usati come linee guida:
1. il numero di locutori attualmente in vita.
2. l'età media dei locutori nativi e/o fluenti.
3. la percentuale della generazione più giovane che acquisisce un uso fluente della lingua in questione.

Ad esempio, in Giappone è in via di estinzione la lingua ainu, avente circa trecento locutori nativi di cui quindici di competenza attiva, con pochi giovani che acquisiscono scioltezza nel suo uso. A tal riguardo, si considerano in relativamente grave pericolo anche diverse lingue europee come il bretone, il sardo, l'occitano, il grico, il gaelico scozzese o l'asturiano. Una lingua potrebbe essere considerata in pericolo anche se in termini assoluti sembra avere un gran numero di locutori, ma questi sono tutti anziani, e pochi o nessun giovane la impara: alcune lingue, come quelle dell'Indonesia, hanno infatti decine di migliaia di locutori ma sono comunque in pericolo perché i bambini non le stanno più imparando, o i locutori stanno passando alla lingua nazionale (nel caso citato, l'indonesiano o una varietà locale di malese) al posto delle lingue locali; in contrasto, una lingua con solo cento locutori si potrebbe considerare molto vitale se è quella primaria di una comunità, ed è la prima o l'unica di tutti i bambini in quella comunità.

## Cause
Le cause della convergenza linguistica includono i traffici globali, internet, la stampa ed i media televisivi, ma possono anche riguardare percorsi di assimilazione promossi dagli stati nazione come strumento di controllo politico nelle loro periferie. Sono storicamente rari, invece, i casi in cui la condizione di un idioma sia riconducibile a opere di genocidio e/o autentica pulizia etnica da parte di precise unità gruppali o statali.

## Il dibattito sulle lingue in via di estinzione
Alcuni linguisti sostengono che almeno 3000 delle oltre 6/7000 lingue del mondo (7112 secondo Ethnologue, 2020) si perderanno entro il 2100. Secondo le previsioni di New Geography ogni anno scompaiono 25 idiomi ed almeno 2500 sono a rischio estinzione nei prossimi tempi, tant'è che nel giro di un paio di secoli le uniche tre lingue a finire con l'essere parlate nel mondo saranno solo inglese, spagnolo e cinese; nel caso dell'italiano, poi, il numero di lemmi (250 000 circa) si vedrà ridotto della metà entro il 2050.
Esistono due posizioni di base sulle conseguenze di questo fatto. Una posizione sostiene che ciò è un problema e che l'estinzione linguistica dovrebbe essere prevenuta, anche con sforzi significativi. Vengono citate diverse ragioni, tra cui:
- un numero enorme di lingue rappresenta un territorio vasto e ampiamente inesplorato su cui linguisti, cognitivisti e filosofi possono indagare le vaste capacità ed i limiti della mente;
- le lingue incarnano conoscenze locali di culture e sistemi naturali delle regioni dove vengono parlate;
- le lingue servono come prova per capire la storia umana[2];
- la conoscenza della lingua del patrimonio culturale ha un'influenza positiva sulla formazione dell'identità etnica, ed è di particolare beneficio per il benessere emotivo.[3]

La posizione opposta sostiene che questo processo non costituirebbe un problema ed anzi dovrebbe essere incoraggiato. Meno lingue implicano comunicazioni migliori e più chiare fra un numero maggiore di locutori. Il costo economico di una miriade di lingue separate, e dei loro traduttori, è enorme. Una società potrebbe risparmiare molti costi in termini di denaro, tempo e energia progettando e pubblicizzando un prodotto in una sola lingua, e con un solo set di istruzioni. La posizione più estremistica è quella secondo cui tutte le lingue dovrebbero lasciare il passo ad una singola lingua globale (world language), creando così la massima efficienza economica ed evitando tutti i costi associati alle differenze linguistiche.